# بنو الرند
بنو الرند, هي سلالة أمازيغية حكمت مدينة قفصة منذ الغزو الهلالي لإفريقية إلى وصول الموحدين، أسسها عبد الله بن الرند و دخلت في تبعيته عدة مناطق.

## التاريخ
مؤسس السلالة هو عبد الله بن الرند، و اختلف المؤرخون في أصله، فقال ابن خلدون أنه من جربة من بني صدغيان و مساكنهم في الجصين في نفزاوة، و قال ابن نخيل أن أصلهم من بني مرين (أو أزمرتن) من مغراوة. كان عبد الله واليا على قفصة زمن المعز بن باديس، بعد انطلاق الغزو الهلالي نجح عبد الله في حماية قفصة و توطيد الأمان فيها و ابعاد المفسدين و ضمان راحة السكان و أمن المسافرين عبر دفع الإتاوة للأعراب، ثم قرر الاستقلال بالمدينة عام 1053، و بايعته توزر والحامة و نفزاوة و نفطة و تقيوس و سائر بلاد الجريد، و في عهده حصلت معركة تقيوس بين العرب و أهل المدينة و انتهت بنصر للسكان, و قد أحدث ابن الرند نهضة سياسية و اقتصادية في دويلته و كان ابن الرند يعظم شعائر الله أيضا، فوفد عليه الشعراء و الأدباء و رجال الدين.
توفي عبد الله سنة 1072، فقام على الدولة ابنه أبو عمر المعتز، و كانت فترة حكمه ناجحة، فأطاعه أهل قفصة، و قام هو بنشر الأمن و أخذ الضرائب، و نجح في ضم قمودة و جبل هوارة و بلاد الجريد إلى الدولة، لكنه أُصيب بالعمى و توفي ابنه تميم، فسلم ولاية العهد لحفيده يحيى بن تميم الذي تسلم الحكم أيضا (بأمر الواقع) من جده الأعمى، و قال عنه الزركشي "وكان يحيى بطلاً مشهوراً ، وولده كذلك ، وهما من مغراوة سكان نفزاوة", و ما زالوا بخير حتى جاءت جيوش عبد المؤمن بن علي الموحدي الى إفريقية، فسقطت قفصة عام 1159، فتم نقل بني الرند إلى بجاية.
و للهادي روجي قولة أخرى عن سقوط قفصة، اعتمد فيها على رسالة من عبد المؤمن إلى أهل قرطبة أرسلها من داخل مدينة قفصة، إلا أن الوثيقة غير مؤرخة بسبب نقص فيها و تناقض مع التاريخ، و فيها تفاصيل عملية الاستيلاء على قفصة، و قد جاء في الوثيقة أن متمردا استولى على قفصة مع عصابة من الأعراب، و اتخذ طريق الإجرام فأخذ في شن الغارات و قطع الطرقات و ارهاب الناس، و أرسل عبد المؤمن يدعوا العصابة و يعلمهم باستسلام شيوخ العرب، فرفضوا لثقتهم بقوة قفصة و هذا من حقهم (الثقة بقوة المدينة)، فحاصرهم عبد المؤمن و نصب المجانيق و مخازن الحبوب، و تصدى لهجوم قاده أهل قفصة الذي يبدوا أنهم تعاونوا مع العصابة، و أُتلف الزرع و هُدم ما حول المدينة، و استمر الحصار بقوة و بدأ الاستعداد لاقتحام المدينة، فأرسل عبد المؤمن رسالة أخيرة يدعوا فيها للتوبة، قوبلت بالرفض، فشنّ الموحدون غارات عنيفة متتابعة ، وأخذت الآلات المنصوبة قبالة الأسوار في قذف الصواريخ ، في حين قام المغيرون بردم الخندق المعد لحماية سور قفصة. وقد مكنهم هجوم ناجح من الاستيلاء على الستارة وهدم البرج وجزء كبير من الستارة ذاتها ، مع تكبيد العدو خسائر فادحة، فاستسلم صاحب المدنة بعد أن وجّه وفدا من الشيوخ و الأعيان، و نجح الوفد و نجى صاحب المدينة و خرج آمنا مع أهله، و أمن عبد المؤمن أهل قفصة بعد ما عاشوه من ارهاب و اضطهاد من قبل شرذمة عديمي الذمة و الإحساس، فتواطئهم كان دلالة على خوفهم, و وصف عبد المؤمن قفصة بأنها "تتحكم في كامل الجهة التي وهبها الله لها وتحيط بها مناطق بالغة الخصوبة وبساتين ومياه جارية".

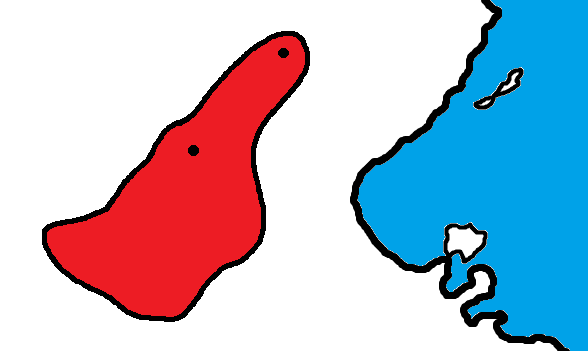
توسع بنو الرند خلال فترة حكم أبو عمر المعتز

و حكت روايات أخرى أن يحيى بن تميم ترئس وفدا للتفاوض بشأن تسليم قفصة، و عندما وصلوا أعلم الحاجب, عبد المؤمن بذلك، فقال: قد اشتبه الأمر عليك ، ليس هؤلاء أهل قفصة. فقال الحاجب: ما اشتبه عليّ. فقال عبد المؤمن: كيف يكون ذلك والمهدي يقول: إن أصحابنا (أي الموحدين) يقطعون أشجارها ويهدمون أسوارها. ومع ذلك نقبل ونكف عنهم و ليقضي الله أمرا كان مفعولا. فأرجع الوفد إلى قفصة مع جماعة من الموحدين و والي قفصة الجديد زكري بن برمون. و عندما دخل الوفد أنشد شاعره أبو محمد عد الله بن أبي العباس التيفاشي: 
ما هز عطفيه بين البيض والأسل * مثل الخليفة عبد المؤمن بن علي.
فلما أنشده هذا المطلع أشار إليه أن يقتصر عليه، وأجازه بألف دينار. حكت رواية أخرى أنه بعد وصول الوفد أكرم عبد المؤمن بني الرند و أمرهم بالانتقال إلى بجاية، فأقاموا بها حتى وفاة المعتز الأعمى ثم عادوا إليها.

#### ثورة قفصة (1168)
و بعد نقله إلى بجاية، توفي المعتز بن عبد الله عام 1162 و عمره 114 سنة، و مات بعده بفترة قليلة حفيده يحيى بن تميم، خلال ذلك تولى مدينة قفصة نُعمان بن عبد الحق الهنتاتي، و بعد ثلاث سنوات تم عزله و تولية ميمون بن أجانا الكنسيفي، ثم تم عزله و تولية عمران بن موسى الصنهاجي، الذي أساء معاملة الناس، فراسلوا علي بن العزيز بن المعتز، و كان يقيم في بجاية، و كان خياطاً فقيراً، فطلبوا منه أن يأتي و يتسلم المدينة، و ثاروا على عمران و قتلوه و سلموا المدينة لعلي، و تحول الخياط الفقير إلى أمير قفصة و سبحان مغير الأحوال، و قام علي بالمدينة خير قيام، فساس الملك و حاط الرعية، إلا أن ساعة الرد الموحدي قد حانت، فأرسل عبد المؤمن أخاه أبا زكريا ، فحاصر قفصة عام 1168 (أو 1181) إلى أن انتصر، و قبض على علي بن العزيز، فأرسله إلى مراكش بأهله و ماله، ثم تولى سلا إلى أن توفى، و بوفاته تنتهي سلالة بنو الرند، و البقاء لله وحده (كما ينهي ابن خلدون).

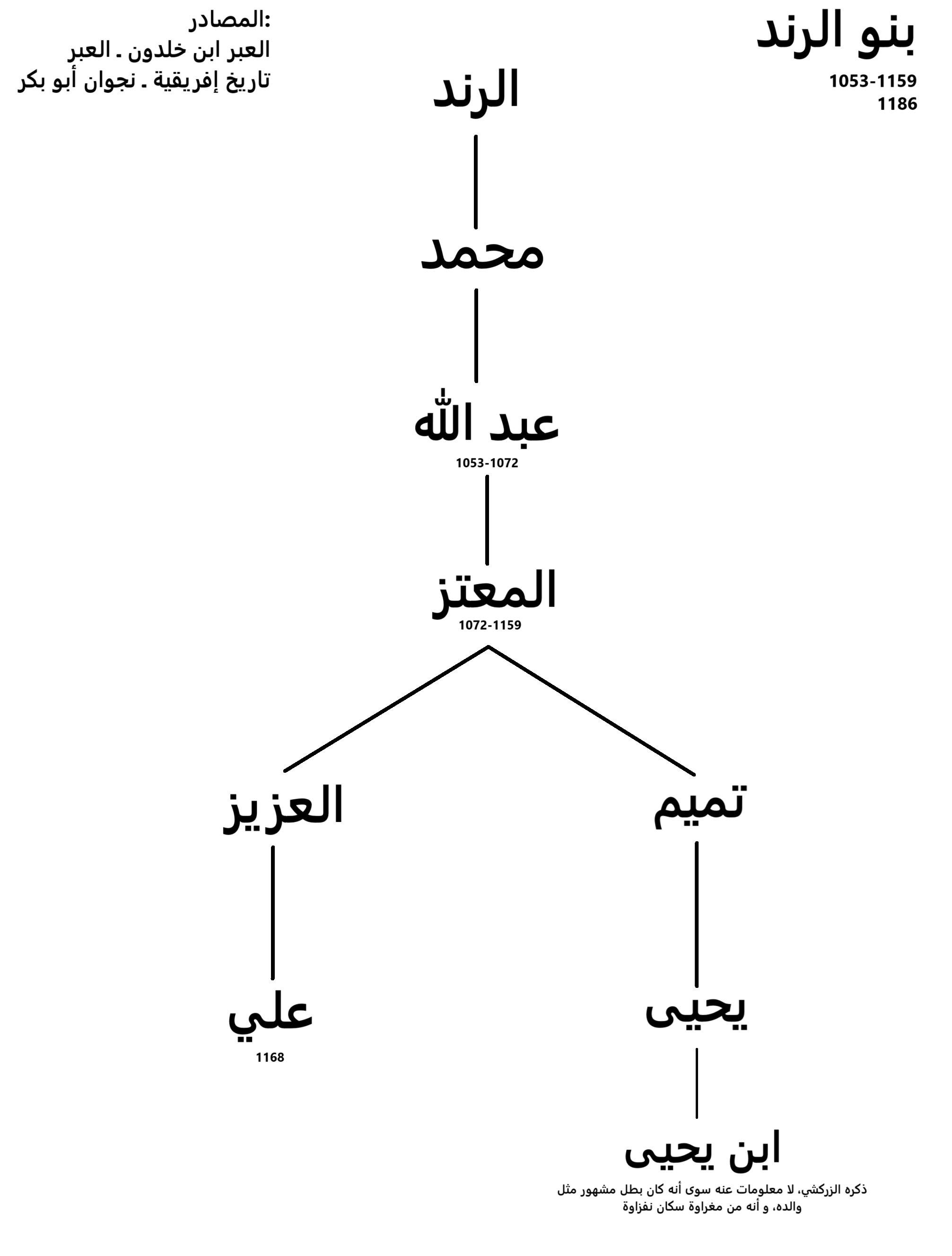
خط سلالة بنو الرند و جميع أعضائها

## الحكام
- عبد الله بن الرند 1053-1072
- أبو عمر المعتز بن عبد الله 1072-1159
- علي بن العزيز بن المعتز 1168